# Jamides pulcherrima
Jamides pulcherrima är en fjärilsart som beskrevs av Butler 1884. Jamides pulcherrima ingår i släktet Jamides och familjen juvelvingar. Inga underarter finns listade i Catalogue of Life.